# Adenosma javanicum
Adenosma javanicum är en grobladsväxtart som först beskrevs av Bi., och fick sitt nu gällande namn av Koorders. Adenosma javanicum ingår i släktet Adenosma och familjen grobladsväxter. Inga underarter finns listade i Catalogue of Life.